# Сін Йон Кю
У цьому корейському імені прізвище (Сін) стоїть перед особовим ім'ям.
Сін Йон Кю (кор. 신영규, нар. 30 березня 1942; Корея під владою Японії) — колишній північнокорейський футболіст, захисник клубу «Моранбонг» та національної збірної Корейської Народно-Демократичної Республіки. Учасник чемпіонату світу 1966.